# Mike Harris (polityk)
Michael Deane "Mike" Harris (ur. 23 stycznia 1945 w Toronto) – polityk kanadyjski, premier prowincji Ontario od 26 czerwca 1995 do 15 kwietnia 2002. Wybrany do parlamentu prowincji po raz pierwszy w 1981 z ramienia prowincjalnej branży Partii Konserwatywnej, w 1990 wybrany na jej przewodniczącego. Znany za wprowadzenie pakietu neolilberalnych reform, tzw. Common Sense Revolution (po polsku Rewolucja Zdrowego Rozsądku). W 2002 zrezygnował z urzędu z powodów osobistych, prawdopodobnie też z powodu drastycznego spadku popularności. Jego następcą był Ernie Eves.